# ペドロ・デ・ボルボン＝ドス・シシリアス
ペドロ・デ・ボルボン＝ドス・シシリアス（スペイン語: Pedro de Borbón-Dos Sicilias, 1968年10月16日 - ）は、スペインの王子（インファンテ）カルロス・デ・ボルボン＝ドス・シシリアス（1938年 - 2015年）とその妻であるアンヌ・ドルレアンの息子である。また、両シチリア王国の王位請求者の一人である。

## 概要
1968年10月16日、カラブリア系ボルボーネ＝シチリア家の家長カルロスとその妻であるアンヌ（オルレアニスト王位請求者相続人のパリ伯アンリの娘）の長男としてマドリードで生まれた。全名はペドロ・フアン・マリア・アレホ・サトゥルニノ・イ・デ・トードス・ロス・サントス・デ・ボルボン＝ドス・シシリアス・イ・オルレアンス（スペイン語: Pedro Juan María Alejo Saturnino y de Todos los Santos de Borbón-Dos Sicilias y Orleans）。
ペドロは2015年10月5日の父カルロスの死去以来、シチリア・ブルボン（ボルボーネ）家の家督権を主張する者のうちの一人である。もう一人の主張者はカストロ公カルロである。ペドロは、聖ヤヌアリウス騎士団の主、サンティアゴ騎士団、カラトラバ騎士団、アルカンタラ騎士団、モンテサ騎士団の4つのスペイン軍の評議会議長、アルカンタラ騎士団のグランドコマンダーを務めている。
カスティーリャ・ラ・マンチャ大学で農業工学を専攻し、優等で卒業した後、スペイン王立軍で兵役を終えた。現在は、構造技師として働き、スペインのシウダー・レアルにある一族の財産であるラ・トレダナを管理する職に就いている。

## 結婚と子女
ペドロは、2001年3月30日にマドリードで、ホセ・マヌエル・ランダルーセ・イ・ドミンゲスとその妻マリア・デ・ラス・ニエベス・ブランカ・メルガレホ・イ・ゴンサレス（サンフェルナンド・デ・キエロガ公爵家の孫娘）の娘、ソフィア・ランダルーセ・イ・メルガレホ（Sofía Landaluce y Melgarejo, 1973年11月23日 マドリード生まれ）と結婚した。第1子のハイメは2人の結婚前の1992年6月26日に誕生している。
- ハイメ（スペイン語版）（1992年 - ）-ノート公爵。2021年9月25日に第16代リンジー伯爵ジェームズ・リンジー＝ベスーンの娘シャーロットと結婚[3]。
- フアン（2003年 - ）
- パブロ（2004年 - ）
- ペドロ・マリア（2007年 - ）
- ソフィア・マリア・ブランカ（2008年 - ）
- ブランカ（2011年 - ）
- マリア（2015年 - ）

## 称号
両シチリア王国の王位請求者の一人として、両シチリア王太子、ノート公、カプア公、アルカンタラ騎士団長、マルタ騎士団の名誉と献身の騎士などの称号の保持者である。聖ジョルジョ神聖軍事コンスタンティヌス騎士団長の地位を主張している。スペインのインファンテの息子として、スペインのグランデの特権を持つ。

## 紋章

両シチリア王子ペドロの紋章
ノート公爵の紋章 （1968年 - 2015年）
王位請求者としての紋章 （2015年 - 現在）
スペインにおける紋章[注釈 2] （2015年 - 現在）